# Judaísmo helenístico
О Judaísmo helenístico foi um movimento que existiu durante a diáspora judaica que procurava estabelecer uma tradição religiosa hebraico-judaica na cultura e língua helénica. Um produto literário importante do contato do judaísmo com a cultura helenística foi a tradução da Septuaginta, da versão da Bíblia hebraica para o grego koiné, traduzida em etapas entre o terceiro e o primeiro século a.C. em Alexandria. O declínio do judaísmo helenístico no século II é obscuro, podendo ter sido marginalizado ou absorvido pelo cristianismo primitivo.